# 82927 Ferrucci
82927 Ferrucci este un asteroid din centura principală de asteroizi.

## Descriere
82927 Ferrucci este un asteroid din centura principală de asteroizi. A fost descoperit pe 25 august 2001 la San Marcello Pistoiese de Luciano Tesi și Andrea Boattini. Asteroidul prezintă o orbită caracterizată de o semiaxă mare de 3,03 ua, o excentricitate de 0,10 și o înclinație de 2,2° în raport cu ecliptica.